# Clive Hamilton

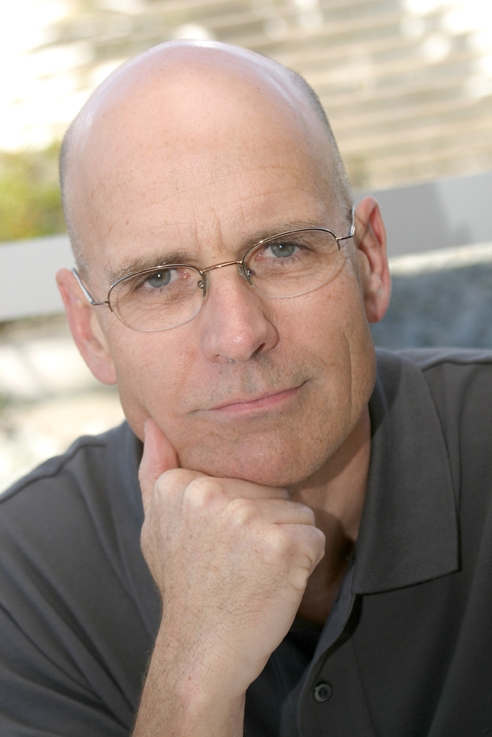
Hamilton 2010

Clive Charles Hamilton AM (* 12. März 1953) ist ein australischer Philosoph und Professor für allgemeine Ethik am  Zentrum für angewandte Philosophie und  Ethik (CAPPE). Als solcher bekleidet er das Amt des Vizekanzlers in allgemeiner Ethik an der Charles Sturt Universität.

## Werdegang
Hamilton hält einen Bachelor of Arts (B.A.) der Australian National University und einen Bachelor of Science (B.Sc. Honours) der Universität von Sydney. Im Jahr 1984 promovierte er am Institut für Entwicklungs-Studien der Universität Sussex. 1993 gründete er das Australia Institute, eine progressive Denkfabrik, und leitete das Institut bis 2008 als Direktor. Zudem bekleidete Hamilton als Gastwissenschaftler Positionen an der Yale-Universität, der Universität von Oxford, der Universität von Sydney, der Australian National University, der University of Technology, Sydney und der Universität von Cambridge.
Hamilton ist bekannt als Intellektueller, der sich an zahlreichen politischen Debatten und öffentlichen Diskursen beteiligt hat. Am 8. Juni 2009 wurde ihm der Rang des Order of Australia Member (AM) für „Leistungen zu Debatten- und Politikentwicklung, besonders auf den Gebieten der globalen Erwärmung, der Nachhaltigkeit und gesellschaftlicher Entwicklungen“ verliehen.

## Veröffentlichungen und Thesen
Seit mehr als 15 Jahren hat Hamilton über das Thema der globalen Erwärmung geschrieben. Sein Buch Requiem for a Species, 2010 bei Earthscan erschienen, beschäftigt sich mit der politischen Kontroverse um den Klimawandel, den Ursachen und Hintergründen der Klimawandelleugnung und den daraus resultierenden Folgen. Hamiltons frühere Bücher Scorcher (2007) und Running from the Storm (2001) kritisieren die Verweigerungshaltung der konservativen Howard-Regierung in der Klimapolitik, besonders hinsichtlich des Kyoto-Protokolls. Nach Hamiltons Ansicht geht die Welt angesichts der globalen Erwärmung einer unangenehmen Zukunft entgegen, und es scheint aussichtslos, sie aufzuhalten. Für Hamilton grenzt das Abstreiten der menschengemachten Klimaveränderungen und ihrer Folgen an Wunschdenken. Die Wurzeln der „Klimawandelleugnung“ sieht er u. a. im US-amerikanischen Konservatismus, der nach dem Ende des Kalten Krieges nach neuen Feindbildern gesucht und sich dabei auch gegen die Klimaforschung gewandt habe.
Hamilton beklagt auch, dass Klimaforscher zunehmend Opfer von Einschüchterungsversuchen werden. Er verweist auf anonyme Drohungen und massenhafte Hass-Mails, die Wissenschaftler im Laufe der Klimakontroverse erhalten haben. Die Flut von E-Mails mit beleidigendem und bedrohendem Inhalt trägt laut Hamilton Züge einer orchestrierten Kampagne von Klimaleugner-Gruppen.
Clive Hamilton schrieb auch  mehrere Bücher über das Thema Konsumismus und Überkonsum. The Freedom Paradox (2008) bezieht sich auf die Eigenheiten und Folgen des fortgeschrittenen Verbraucherkapitalismus. In diesem Buch schlägt Hamilton ein System der „postweltlichen Ethik“ vor als Antwort auf ein „moralisches Unbehagen“, für das er sozioökonomische Ursachen sieht.
- Growth Fetish (2003) wurde zum australischen Bestseller. Eine grundlegende These des Buches ist, dass die gedankenlose Verfolgung des Wirtschaftswachstums ein Fetisch geworden ist, der zu keiner echten Verbesserung geführt hat.[16] In Growth Fetish setzt er sich für den Vorrang einer Politik des Wohlbehagens gegenüber einer des Wirtschaftswachstums ein.[17]
- Affluenza, 2005 zusammen mit Richard Denniss veröffentlicht, beschreibt, wie konsumistische Einstellungen die Verhaltensweisen auf persönlicher Ebene beeinflussen, und erkundet dabei die Oberflächlichkeit des modernen Verbraucherlebens.[17]
- In What's Left? (2006) kommentiert Hamilton die in Growth Fetish und Affluenza von ihm aufgestellten Hauptthesen. Er erklärt, warum viele neue Arten der Entfremdung und Ausbeutung entstanden sind. Durch ökonomisch bedingte Verwerfungen werde das Leben seiner Bedeutung beraubt.
- Silencing Dissent: How the Australian Government Is Controlling Public Opinion and Stifling Debate wurde 2007 veröffentlicht und mit Sarah Maddison erarbeitet.
- Das australische Parlament kündigte im Februar 2018 an, dass es das umstrittene Buch Silent Invasion: How China Is Turning Australia into a Puppet State, das sich mit dem Einfluss der Chinesischen Kommunistischen Partei auf Australien befasst, veröffentlichen wird, nachdem zwei große australische Verlage es abgelehnt hatten.[18]

## Politik

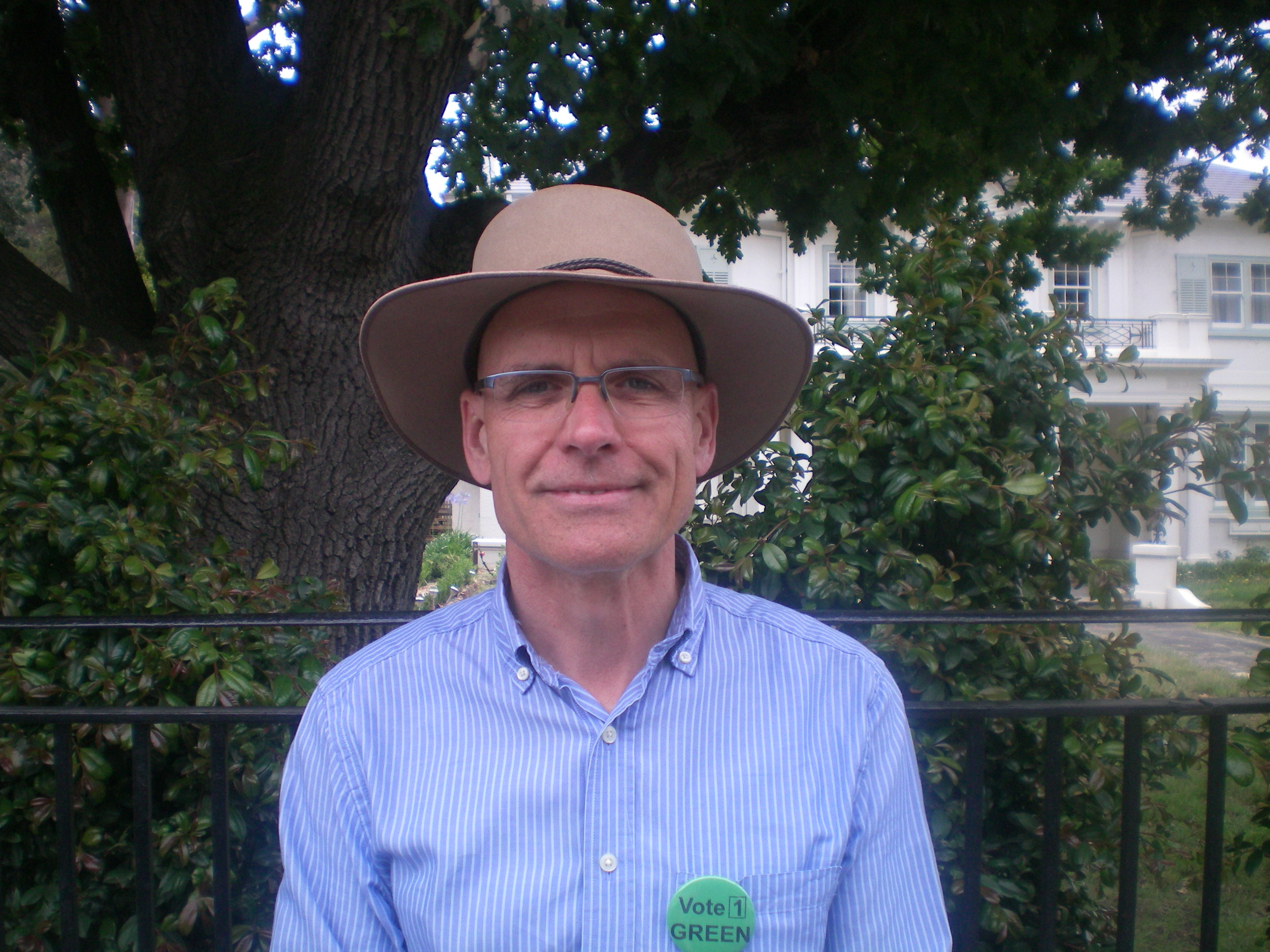
Hamilton während der Wahlkampagne in Higgins 2009

2009 wurde Hamilton als Kandidat der Australian Greens bei einer Nachwahl zum Repräsentantenhaus im Wahlkreis Higgins aufgestellt. Er trat gegen neun weitere Kandidaten im Wahlkampf an und kam nach Auszählung der Stimmen auf den zweiten Platz mit 32,4 % der Erstpräferenzstimmen und 39,8 % der Zweitpräferenzen. Die australische Labor Party hatte keinen Kandidaten ins Rennen geschickt.
Hamilton hat Pläne der früheren australischen Labor-Regierung unterstützt, Internet-Filter zur Bekämpfung von Kinderpornografie und Terrorismus einzusetzen.

## Publikationen
- Capitalist Industrialization in Korea (1986)
- The Economic Dynamics of Australian Industry (1992)
- The Mystic Economist (1994)
- Human Economy: Ideas for an Ecologically Sustainable Future (1997)
- The ESD Process: Evaluating a Policy Experiment (1998)
- Running from the Storm: The Development of Climate Change Policy in Australia (2001)
- Growth Fetish (2003)
- Affluenza: When Too Much is Never Enough (2005)
- What's Left? The Death of Social Democracy (2006)
- Scorcher: The Dirty Politics of Climate Change (2007)
- Silencing Dissent: How the Australian Government Is Controlling Public Opinion and Stifling Debate (2007)
- The Freedom Paradox: Towards a Post-Secular Ethic (2008)
- Requiem For A Species: Why We Resist The Truth About Climate Change (2010)
- Earthmasters: Playing God with the climate (2013)
- What Do We Want?: The Story of Protest in Australia, National Library of Australia (2016)
- Defiant Earth: The Fate of Humans in the Anthropocene, Polity (2017)
- Silent Invasion: China's influence in Australia, Hardie Grant Books (2018)
- mit Mareike Ohlberg: Hidden Hand: Exposing How The Chinese Communist Party Is Reshaping The World (2020), Sydney: Hardie Grant Books. ISBN 9781743795576.
  - deutscher Titel: Die lautlose Eroberung. Wie China westliche Demokratien unterwandert und die Welt neu ordnet. DVA. Übers. Stefan